# Szaniawy-Poniaty
Szaniawy-Poniaty – wieś w Polsce, położona w województwie lubelskim, w powiecie łukowskim, w gminie Trzebieszów.
| SIMC    | Nazwa          | Rodzaj    |
| ------- | -------------- | --------- |
| 0693090 | Podkarwów      | część wsi |
| 0693109 | Podostrów      | część wsi |
| 0693115 | Podtrzebieszów | część wsi |
| 0693121 | Ryndy          | część wsi |
| 0693138 | Salamony       | część wsi |
| 0693144 | Sierakówka     | część wsi |

W latach 1975–1998 wieś administracyjnie należała do województwa siedleckiego.
Wieś stanowi sołectwo w gminie Trzebieszów. Według Narodowego Spisu Powszechnego z roku 2011 wieś liczyła 633 mieszkańców.
Przez Szaniawy przebiega ważna linia kolejowa Warszawa – Terespol – Brześć z przystankiem osobowym Szaniawy. Najbliższym Szaniawom miastem jest Łuków (12 km).
Na stałe zamieszkuje tu około 700 mieszkańców, z których już tylko mniejsza część zajmuje się rolnictwem. Istnieje tu remiza ochotniczej straży pożarnej. Miejscowość leży na terenie Radzyńskiego Obszaru Chronionego Krajobrazu i otoczona jest malowniczą okolicą. O każdej porze roku można tu ujrzeć piękne krajobrazy, pospacerować i pooddychać świeżym powietrzem. Do zwiedzania okolicy świetnie nadaje się rower, gdyż na drogach prowadzących do Szaniaw jest niewielkie natężenie ruchu.
Wierni Kościoła rzymskokatolickiego należą do parafii pw. Matki Boskiej Nieustającej Pomocy w Szaniawach-Matysach.

## Akcja „Mitropa”
W dniu 3 października 1946 roku na miejscowej stacji oddział AK obwodu Łuków i Radzyń Podlaski pod dowództwem Tadeusza Marczuka ps. „Kurzawa” opanował sowiecki pociąg wojskowo-dyplomatyczny „Mitropa”. Podczas akcji bez jednego wystrzału rozbrojono i pozbawiono mundurów 200 żołnierzy Armii Czerwonej, w tym pięciu generałów oraz kilku wysokich rangą funkcjonariuszy NKWD, zmierzających na naradę wojskową do Warszawy. Był to symboliczny wyraz oporu wobec porządku jałtańskiego. Niestety, kilka dni później oddział został rozbity w okolicach wsi Kiełbaski, a jego dowódca trafił do więzienia UB. W roku 2016 odsłonięto pomnik poświęcony temu wydarzeniu.

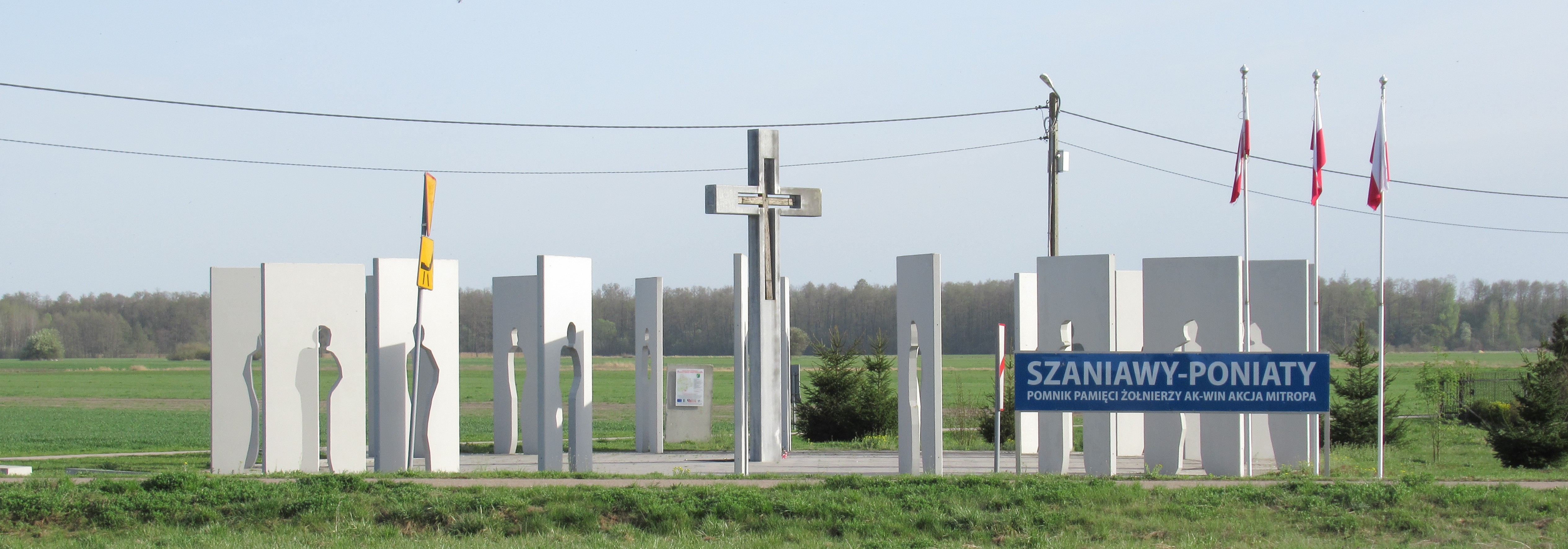
Pomnik akcji „Mitropa”